# Galenusprijs
De Galenusprijs is een reeks jaarlijkse internationale prijzen voor researchgerichte farmaceutische bedrijven die een innoverend geneesmiddel lanceren, en voor jonge onderzoekers voor het verrichten van belangrijk klinisch of fundamenteel farmacologisch onderzoek.

## Geschiedenis
In 1970 creëerde de Franse apotheker Roland Mehl de onderscheiding als een eerbetoon aan de "innovatieve farmacotherapeutische research" om de maatschappelijke waardering van geneesmiddelenonderzoek te waarderen. Mehl, die als individu weinig mogelijkheden had om zijn idee waar te maken, zocht steun bij de uitgever van de Franse artsenkrant 'Le Quotidien du Médecin', die sponsor en organisator van de prijs zou worden.
Claudius Galenus zelf was een succesvolle Griekse arts, die zich baseerde op de humoresleer.
Tot België in 1982 meedeed, was de Galenusprijs een louter Frans concept. Sponsor voor België werd de halfwekelijkse Artsenkrant. Andere landen volgden. Op dit ogenblik bestaat er in een twaalftal landen binnen en buiten Europa de ‘nationale’ Galenusprijs. Nederland doet mee sinds 1992, met Patient Care als sponsor. Een jury van experten (farmacologen, internisten, microbiologen, ambtenaren van volksgezondheid) beoordelen de dossiers.
Vanaf 2018, de 25e editie, wordt de naam omgedoopt in de Prix Galien Pharmaceutical Award en Prix Galien Research Award. Tevens is er een nieuwe categorie in de vorm van medische technologie. De Prix Galien MedTech Award.

## Toekenningscriteria
Bij het evalueren van de dossiers voor de Galenus Geneesmiddelenprijs houdt de jury rekening met de nieuwigheid van het geneesmiddel en het maatschappelijk belang ervan. De winnaar ontvangt een vergulde medaille met de beeltenis van Galenus, met daarrond de woorden 'vrij onderzoek', 'vrijheid van therapiekeuze', enz. De medaille is een ontwerp van de Franse kunstenaar Albert de Jaeger (1908-1992, winnaar van de Grand Prix de Rome 1935). De winnaar van een ‘nationale’ Galenus Geneesmiddelenprijs dingen sinds 1996 automatisch mee voor de tweejaarlijkse Internationale Galenusprijs.
Naast de Galenus Geneesmiddelenprijs bestaat in elk van de betrokken landen ook een Galenus Researchprijs. Deze gaat naar een onderzoeker jonger dan 40 jaar die baanbrekend werk heeft geleverd op het gebied van de klinische, experimentele of toegepaste farmacologie. Aan de prijs is naast een oorkonde een geldbedrag verbonden, schommelend rond de zesduizend euro. Er bestaat geen Internationale Galenus Researchprijs.

## Erkenning door de samenleving
Rond de Galenusprijs bestaat controverse. Critici menen dat de prijs louter een beloning is die de industrie zichzelf toekent. De sponsors, een aantal Europese medische uitgeverijen, zijn immers voor hun inkomsten rechtstreeks afhankelijk van diezelfde industrie en bewijzen in hun berichtgeving voortdurend lippendienst aan de farmaceuten. Toch is die beoordeling niet terecht, aangezien de organisatoren op geen enkele manier invloed kunnen uitoefenen op het oordeel van de onafhankelijke jury.